# Nikolaus Meyer-Landrut
Nikolaus Meyer-Landrut, né le 9 juillet 1960 à Düsseldorf, est ambassadeur d'Allemagne en France de 2015 à 2020. Il succède à Susanne Wasum-Rainer.

## Biographie
Fils d'un père estonien et d'une mère ayant migré tôt d'Allemagne de l'Est à Düsseldorf, il apprend le français par conviction fédéraliste,.
Ayant passé son baccalauréat (Abitur) en 1979, il part ensuite deux ans au service militaire. Il reprend des études d'histoire de langue et civilisation germaniques en 1981. Il obtient son doctorat en 1987 et entre, deux ans plus tard, au ministère fédéral des Affaires étrangères.
Il commence à représenter la République fédérale d'Allemagne à l'étranger en 1999 de façon permanente auprès de l'Union européenne à Bruxelles.
Après l’échec du projet de Constitution européenne, auquel il avait travaillé, sous la présidence de Valéry Giscard d'Estaing, il entre au cabinet d'Angela Merkel. Il participe aux négociations avec les équipes de Nicolas Sarkozy concernant les crises grecque et italienne ou encore sur la réforme de la Banque centrale européenne. Sous la présidence de François Hollande, il joue encore un rôle d’intermédiaire et noue des relations avec Emmanuel Macron. Il contribue par ailleurs à l'organisation de la tournée en France de Peter Hartz, qui avait été à l'origine des réformes du marché du travail sous Gerhard Schröder. Il est notamment directeur du département 5 de la chancellerie allemande, c'est-à-dire conseiller Europe de la cheffe de gouvernement.
En 2015, il est nommé ambassadeur d'Allemagne en France. Il se distingue de ses prédécesseurs en effectuant chaque semaine un voyage d'un jour dans un département différent de l'Hexagone.
En juin 2020, il devient ambassadeur de l’Union européenne en Turquie.

## Vie privée
Il est marié à une Française rencontrée à la Sorbonne et il est père de quatre enfants. Le couple possède une maison dans le Berry. Il est luthérien.
Chaque année, il effectue avec son épouse un tronçon du pèlerinage de Saint-Jacques-de-Compostelle.